# МКФ-6

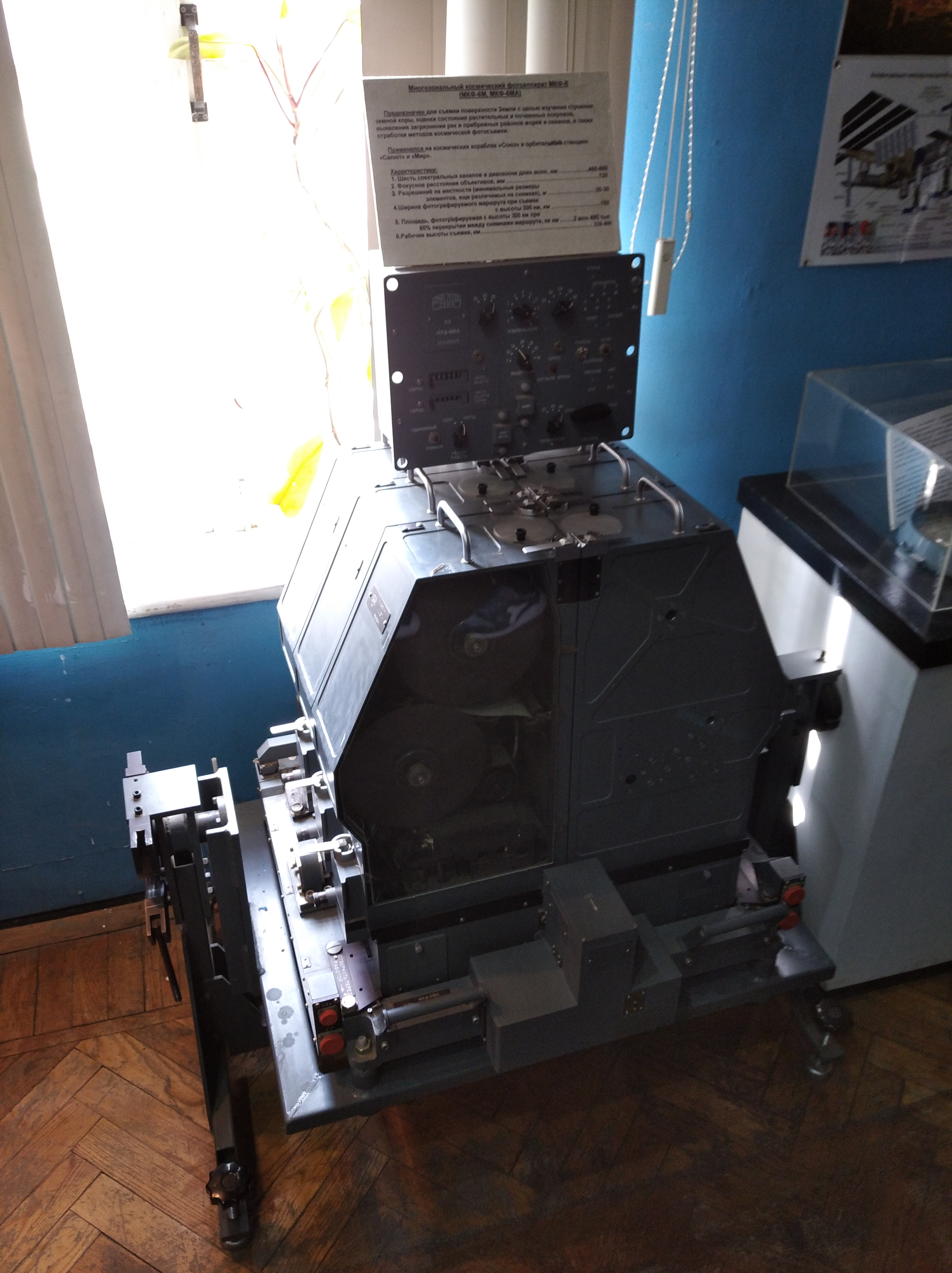
Фотокамера МКФ-6. Центральный дом авиации и космонавтики.

МКФ-6 — это мультиспектральная камера, разработанная и изготовленная в Восточной Германии для дистанционного зондирования поверхности Земли. Прибор был построен комбинатом «Карл-Цейсс-Йена» при сотрудничестве с Институтом электроники Академии наук ГДР, где разрабатывались и производились оптические элементы для советской космической программы с 1969 года.

## Особенности
В МКФ-6 реализовано комбинирование фотограмметрии и спектроскопии. Впервые аппарат был применён на космическом корабле «Союз-22» в сентябре 1976 года и использовался во всех последующих космических полётах СССР и России вплоть до окончания работы космической станции «Мир» в 2001 году. Создание МКФ-6 считается важной вехой в аэро-картографии, на её основе впоследствии была разработана камера HRSC.
В связи с двойным назначением оборудования (МКФ-6 могла использоваться для шпионажа) МКФ-6 никогда не продавалась государствам, не входящим в Варшавский договор.

## Технические данные
Общая масса камеры, включая все её блоки управления, не превышает 175 кг.
С помощью МКФ-6 можно снимать участки местности длиной около 225 км и шириной 155 км с высоты полёта 355 км и с разрешением около 10—20 м (в видимом диапазоне). Для съёмки использовалась неперфорированная плёнка шириной 70 мм длиной от 110 до 220 м (в зависимости от толщины плёнки) на объектив, что обеспечивало отдельные негативные фотоизображения 56 мм × 81 мм.

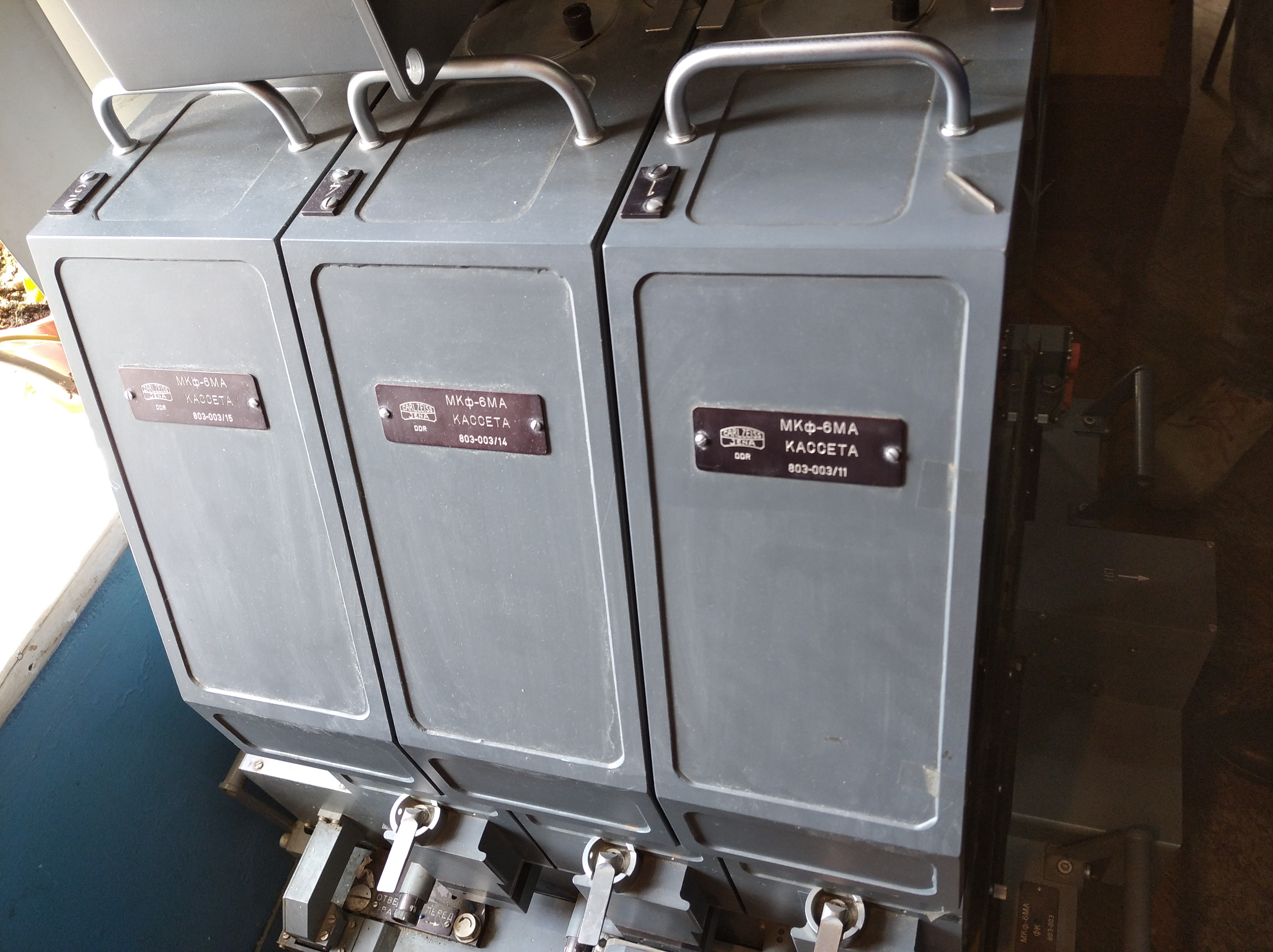
Кассеты
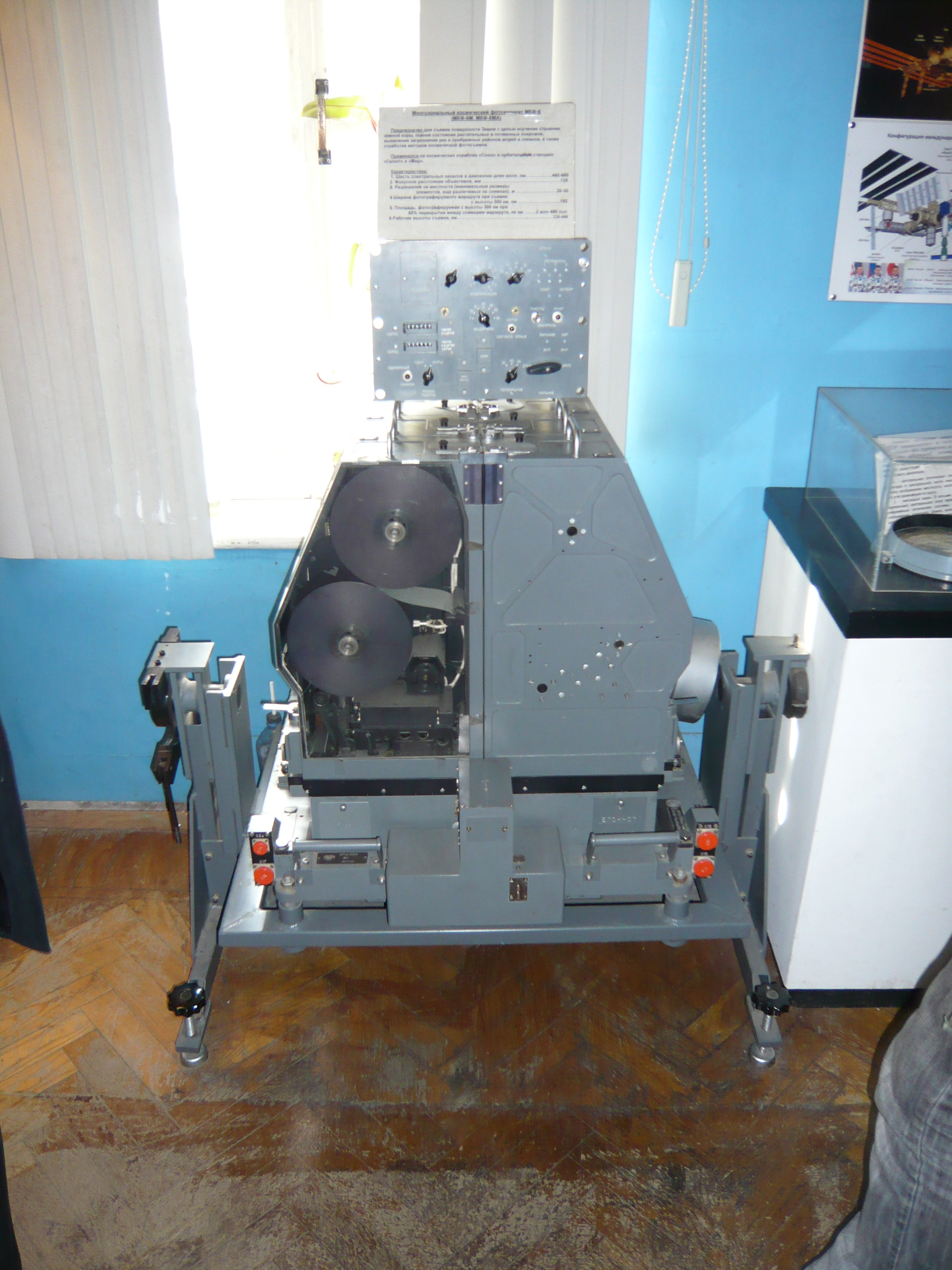
Общий вид
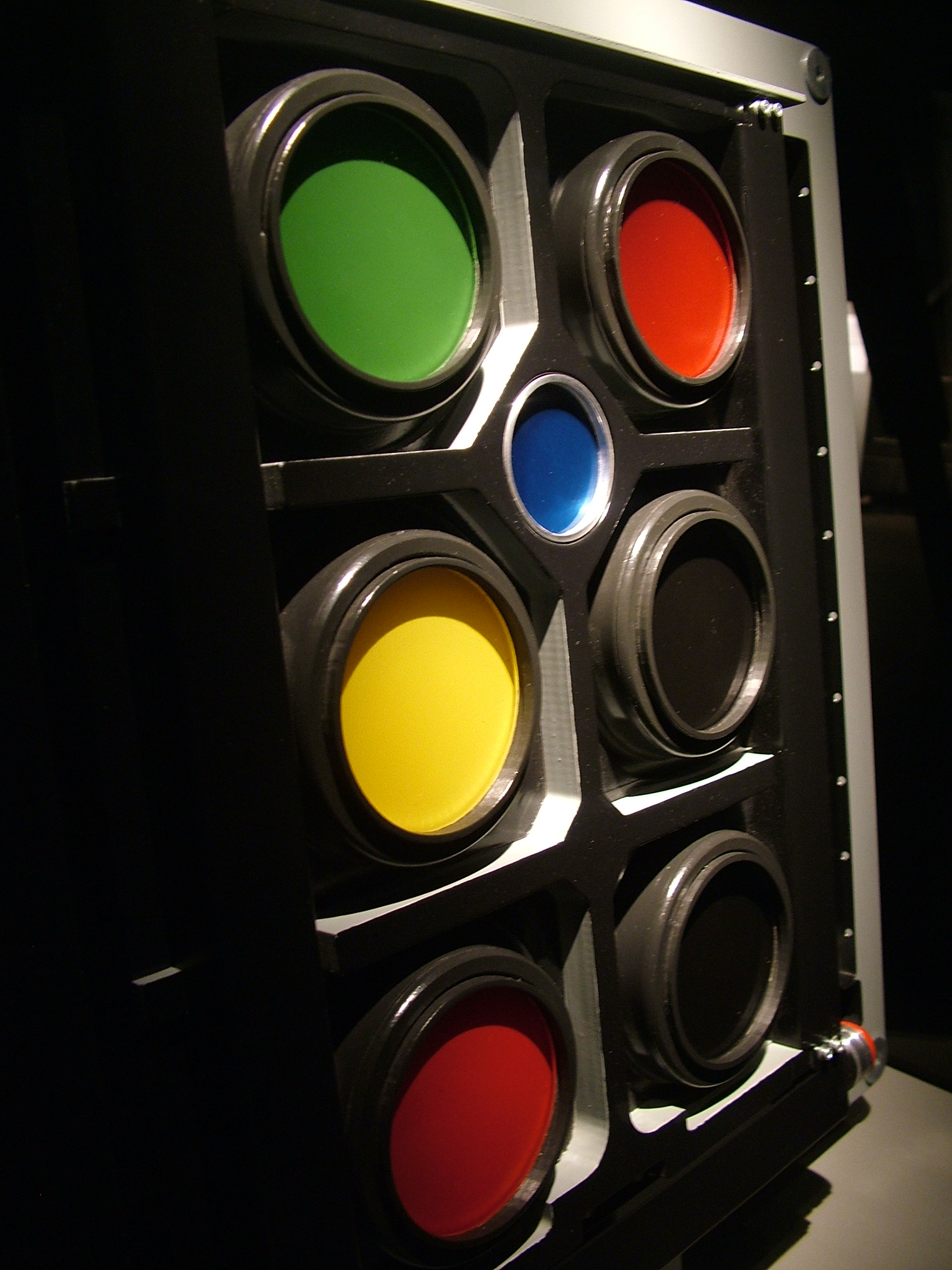
Объективы
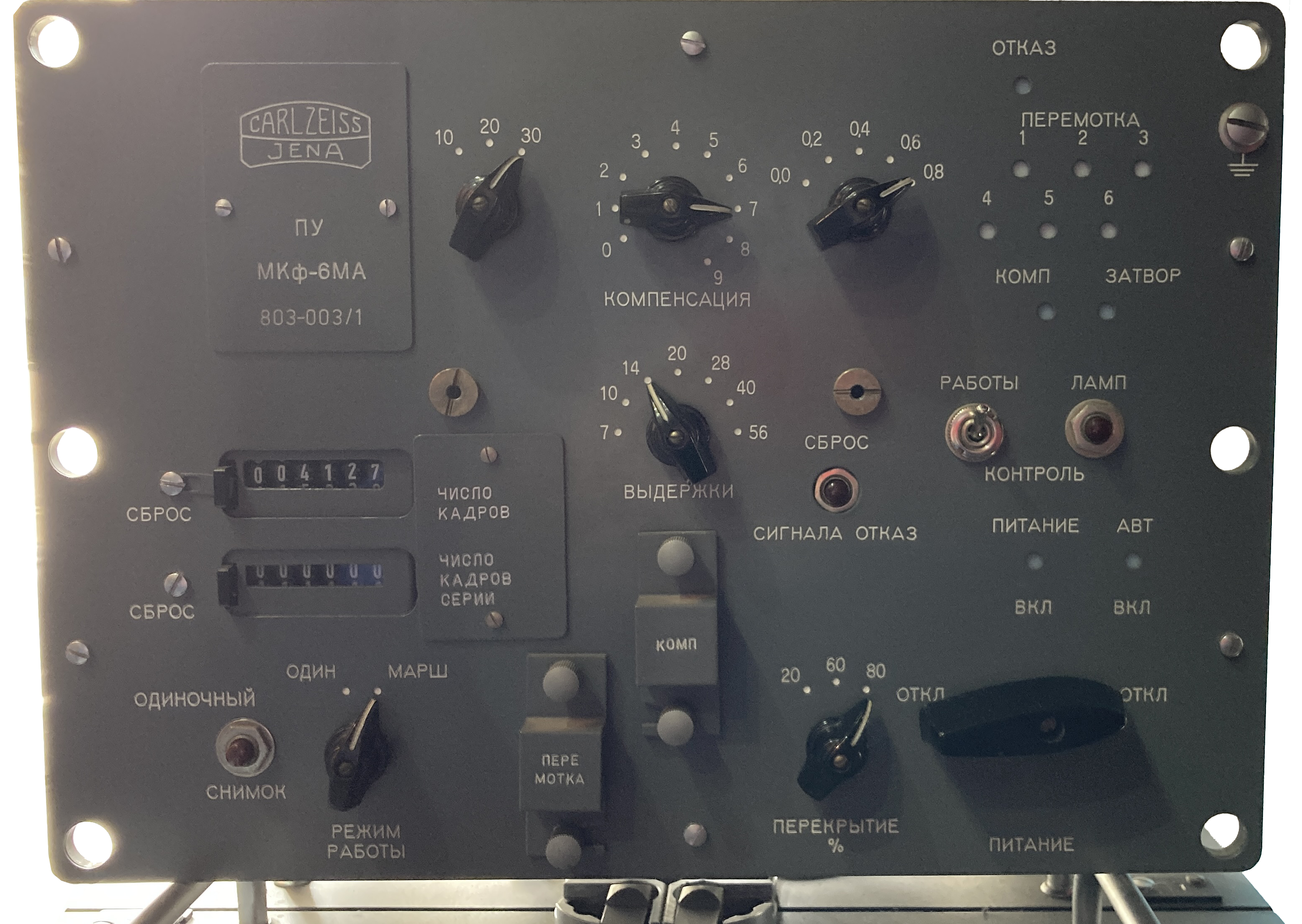
Панель управления
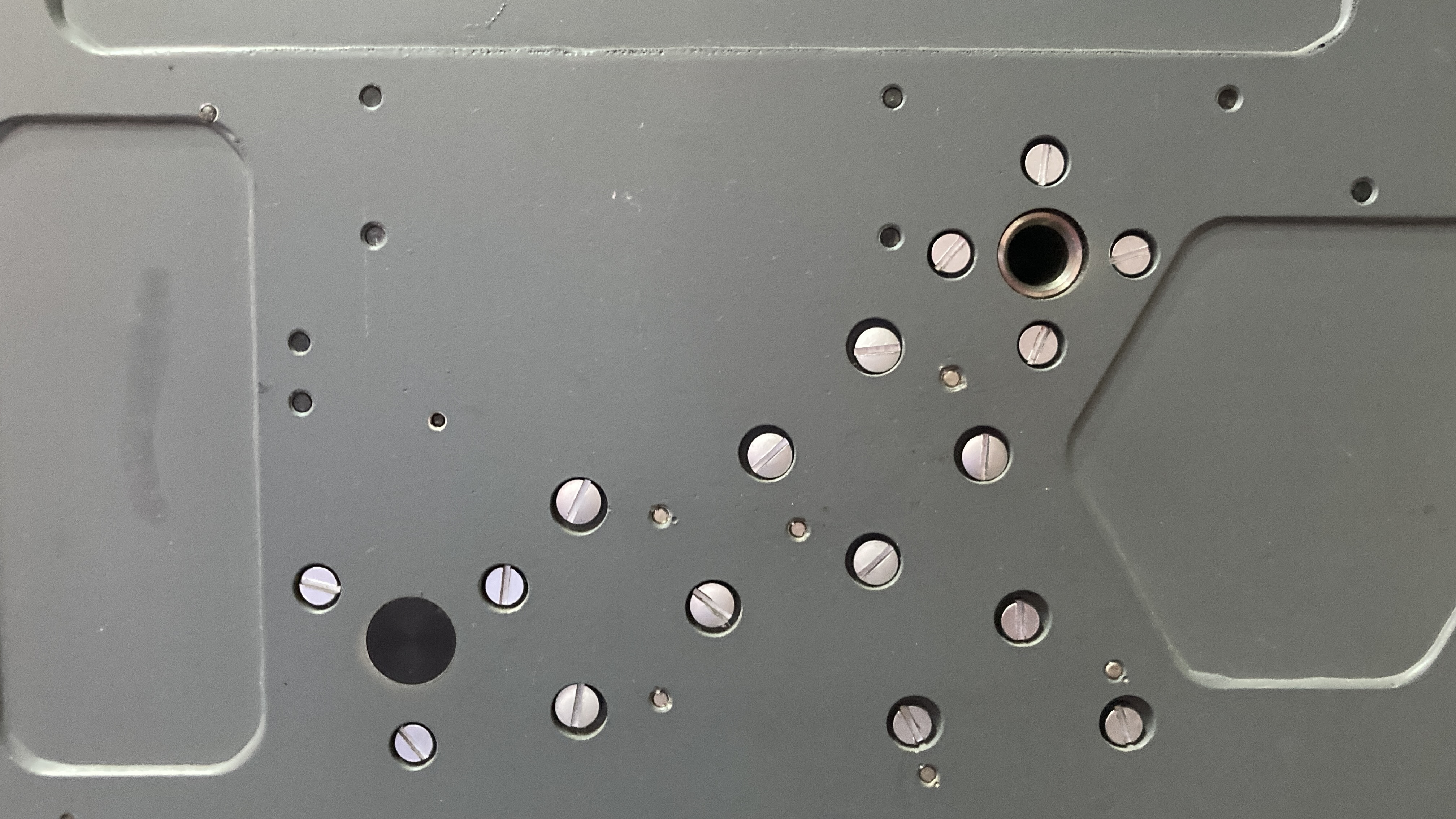
Фрагмент внешней панели